# 사미라 레디

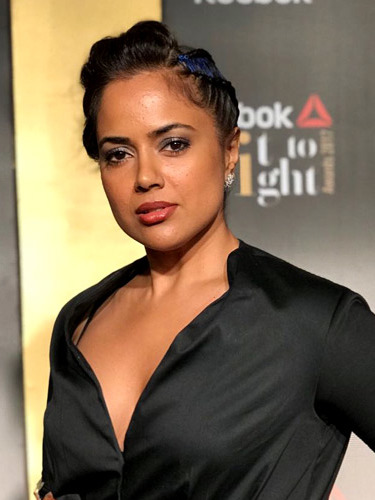

사미라 레디(Sameera Reddy, 1985년 9월 19일 ~ )는 인도의 배우이다.
라자문드리에서 태어났다.

## 영화
- 미드나잇 독스 (2011년) - 수칸야 역
- 벳타이 (2011년)
- 천재 사기꾼 돈: 세상을 속여라 (2011년)
- 아크로쉬 (2010년)
- 데 다나 단 (2009년)
- 레이스 (2008년)
- 노 엔트리 (2005년)
- 안개 속의 기억 (2005년)